# 薩里岸
薩里岸（排灣語：Saljian），又稱令卜岸（Ljingpuan），是台灣排灣族高士部落（Kus Kus，位於今屏東縣牡丹鄉）傳統信仰中的巫師守護神，負責傳達占卜結果，萬安部落（位於今屏東縣泰武鄉，kazazaljan）也有祂的信仰。

## 簡述

### 高士部落
薩里岸長住在天上，是巫師的守護女神，當巫師進行瓢卜（將巫珠放在葫蘆上滑動並詢問事情好壞或可不可行的占卜）時，也由她負責傳達占卜結果的吉凶。

### 萬安部落
在萬安部落的傳統信仰中，薩里岸則是和薩烏麥（Saumai）同為頭目家族的祖先，在五年祭、小米祭和稗祭上必定要祭祀。